# 斯捷波克 (奧布希夫區)
50°2′33″N 30°31′18″E / 50.04250°N 30.52167°E
斯泰波克（烏克蘭語：Степок）是位於烏克蘭北部的村莊，由基辅州奧布希夫區的奧布希夫市鎮負責管轄。該村面積0.18平方公里，海拔高度193米，2001年人口165，人口密度每平方公里942人。